# Jana Dorosjenko
Jana Dorosjenko (ukrainska:  Яна Дорошенко), född 5 juli 1994 i Tjernihiv, Ukraina, är en azerisk volleybollspelare (passare).
Dorosjenko är född i Ukraina och representerade landet på juniornivå, men har representerade Azerbajdzjan på seniornivå. Hon har spelat för klubbar i Azerbajdzjan och Israel.